# Ланьчжоусько-іньчуаньський говір
Ланьчжоусько-іньчуаньський говір або говір Лань-Інь (спрощ.: 蘭銀官話; кит. трад.: 兰银官話; піньїнь: lányín guānhuà, ланьінь ґуаньхуа) — діалект, яким розмовляють мешканці  Лесового плато в Китаї. 
Належить до північно-західної групи говорів північного наріччя китайської мови. Наближений до розмовної китайської мови путунхуа. 
Поширений на території Нінся-Хуейського автономного району, провінції Ганьсу та північному сході Сіньцзян-уйгурського автономного району. Зазнав впливу тюркських мов. 
Названий за іменами міст Ланьчжоу в провінції Ганьсу та Їньчуань в Нінся-Хуейському автономному районі.
Кількість мовців на 1988 рік становила близько 11,7 мільйонів осіб.